# Hakuseki Arai
Hakuseki Arai (japonsky 新井 白石, Arai Hakuseki, 24. března 1657, Edo – 29. června 1725, tamtéž) byl neokonfuciánský učenec, ekonom, básník a poradce šóguna Ienobu Tokugawy. Hakuseki byl pseudonym, jeho skutečné křestní jméno bylo Kimijoši (君美) nebo formálněji Kinmi. Hakuseki patří k nejvýznamnějším učencům své doby a Japonska vůbec.
Ve svých ekonomických spisech postuloval zákon, který ekonomové znají jako teorii kvality peněz nebo Greshamův zákon. Napsal také knihy o šintó a historické či zeměpisné práce. V neposlední řadě po sobě zanechal četné básně v čínském stylu.
Pro svůj velmi široký rozhled bývá občas přirovnáván ke Gottfriedu Leibnizovi, oba totiž působili v podobných vědeckých oblastech a žili ve stejné době. Oproti svému německému protipólu ale Hakuseki žil ve velmi izolované ostrovní říši a informace z okolního světa se k němu tak dostávaly jen velmi omezeně.

## Život
Hakuseki se narodil v chudé samurajské rodině a vyrůstal ve složitých podmínkách.
Hakusekiho otcem byl Masanari Arai (新井 正済; 1597–1678), který byl ve službách dynastie Cučija se sídlem na hradě Kururi (久留里城, Kururi-džó). Hakuseki projevoval bystrou mysl již jako dítě a podle pověsti ve třech letech opsal znak po znaku konfuciánskou knihu napsanou v kandži. Protože se brzy po jednom z největších požárů celého období Edo a protože se mu obočí při rozčilení stáhlo do znaku 火 (hi, oheň), dostal od daimjó Tošinaja Cučiji, který si ho velmi oblíbil, přezdívku Hi-no-ko (火の子; ohnivé dítě).
Po Tošinajově smrti to s rodem Cučija šlo z kopce. Pomatený syn a nástupce Naoki Cučija postupně přišel o léno a hrad byl dokonce zničen. Hakuseki se tak ocitl bez prostředků a musel si hledat nového pána. V roce 1682 našel zaměstnání u Masatošiho Hotty (1634–1684), vysokého šógunátního úředníka. Masatošiho Hotta jako regent (tairó) zastával nejvyšší funkci v císařské radě šógunátu Tokugawa. Když se však Masatoši stal v roce 1684 obětí útoku svého bratrance Masajasua Inaby, ztratil rod Hotta svou pozici, což pro Hakusekiho znamenalo další životní obrat. V roce 1686 se pustil do studia konfucianismu u učence Kinošity Džun'an (木下 順庵, 1621–1699).
V roce 1693 vstoupil do služeb daimjóa panství Kófu Cunatoja Tokugawy (1662–1712). Cunatojo byl jedním z vnuků Iemicua, třetího šóguna dynastie Tokugawa. Když bezdětný šógun Cunajoši v roce 1709 zemřel, stal se čtyřiceti osmiletý Cunatojo jeho nástupcem a vládl pod jménem Ienobu. Hakuseki v jeho službách zůstal a stal se hlavním tvůrcem Ienobuovy vládní politiky.

## V politice

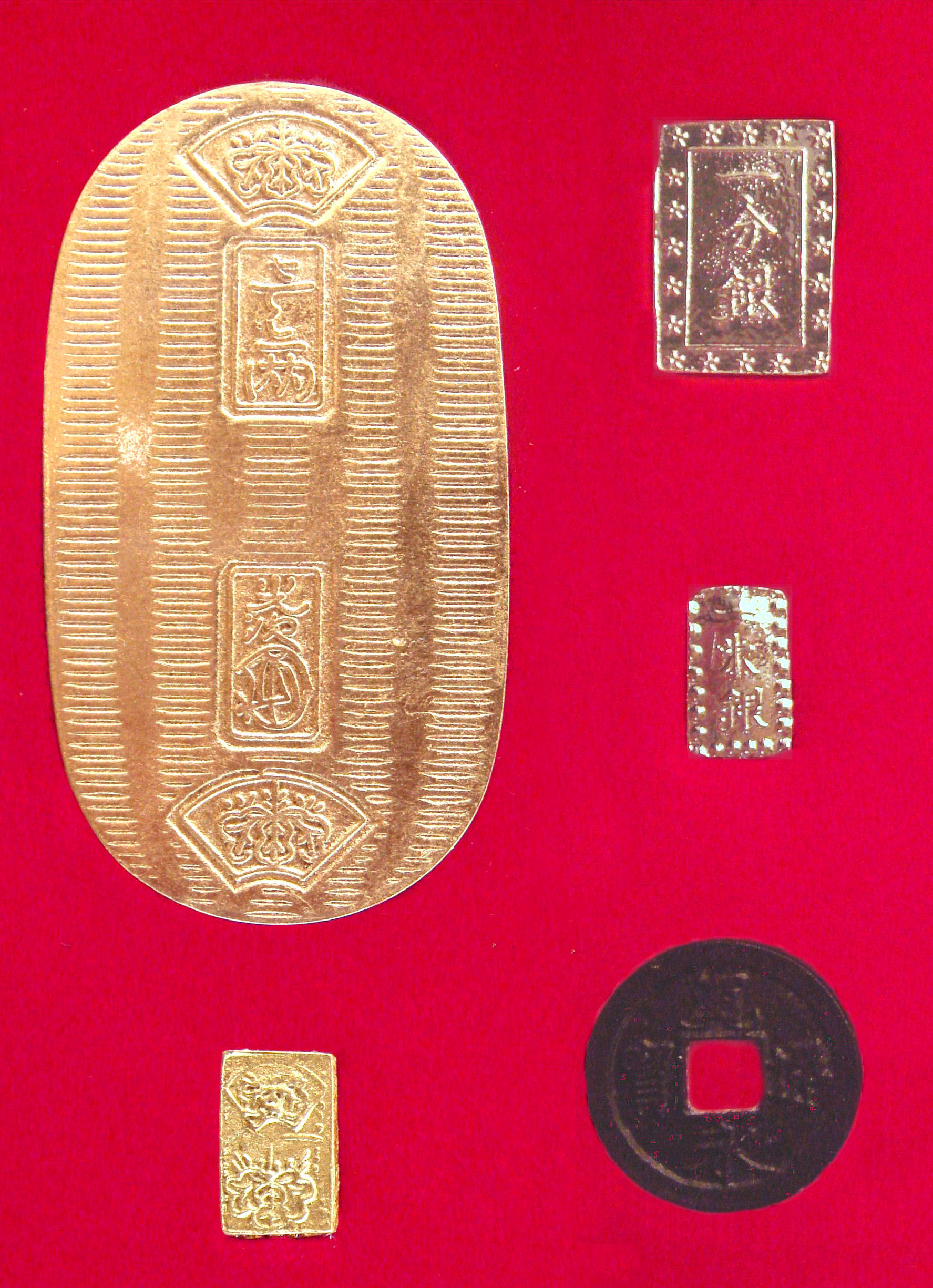
V roce 1715 Hakuseki prosadil zákaz vývozu tokugawských mincí.

Ienobu během své krátké vlády vytlačil z úřadů stoupence svého předchůdce a s pomocí Hakusekiho a Akifusy Manabeho začal reformovat finanční systém i zahraniční obchod. Hakuseki a Akifusa pod vedením nejvyššího ródžú Abe Seikjóa a za silné podpory samotného Ienobua Tokugawy zahájili sérii ekonomických reforem zvaných Šotoku no Či (正徳の治), které měly zlepšit ekonomické postavení celého tokugawského šógunátu.
Ražba nové a kvalitnější měny snížila inflaci. Z obchodních záznamů Hakuseki odvodil, že plných 75 % zlata a 25 % stříbra získaných v Japonsku bylo vynaloženo na obchod se zahraničím. V reakci na to prosadil nová pravidla zámořského obchodu (海舶互市新例, Kaihaku Goši Šinrei). Cílem bylo kontrolovat platby čínským a nizozemským obchodníkům tím, že požadoval, aby se místo drahých kovů používaly k obchodování japonské produkty jako porcelán nebo sušené mořské plody.
Nagasaki se dostalo pod přímou kontrolu vlády šógunátu. Obchod s Koreou a královstvím Rjúkjú (nyní prefektura Okinawa) prostřednictvím provincií Cušima a Sacuma vedly místní šlechtické rody převážně nezávisle. Ze zahraničí se do země dostávalo důležité zboží a platba stříbrem se ukázala být nevyhnutelnou. Hakuseki narazil na odpor a ústřední vláda na hranice svých možností kontroly. Protesty z Cušimy se objevily také ve chvíli, kdy Hakuseki zjednodušil nákladný ceremoniál pro legie, které korejská dynastie Čoson posílala do Eda pokaždé, když se úřadu ujal nový šógun.
Hakuseki se také pokoušel omezit vliv vojenským složkám a prosazoval civilní vládu. To se projevilo například ve vojenských normách (武家諸法度, Buke šohatto, Zákony vojenských domů) a také v jeho snaze o zmírnění trestního systému.

## Seijó Kibun
Významnou částí Hakusekiho díla je devadesátistránkový rukopis, který za svého života nikdy nevydal, ani ho oficiálně nijak neprezentoval. Rukopis byl vydán až v roce 1882 v období Meidži pod názvem Seidžó Kibun (西洋記聞, Dílo popisující Západ). Spis je založený na pěti Hakusekiho rozhovorech s Giovannim Battistou Sidottim a jedná se o trojdílnou studii. První svazek je souborem rozhovorů se Sidottim, které s ním Hakuseki vedl s pomocí nadaného tlumočníka Eisei Imamury. Druhý svazek je studií „o pěti kontinentech“ (Afrika, Asie, Austrálie, Evropa a Amerika). Třetí svazek obsahuje přehled římského katolicismu, který obsahuje některé Hakusekiho kritické poznámky o křesťanství, jakož i několik srovnání, která provádí mezi křesťanstvím a buddhismem.
| „                                  | Když jsem byl v západní rezidenci, dozvěděl jsem se, že osmého měsíce předešlého roku (1707) se na ostrově Ósumi vylodil cizí barbar a byl zadržen. Jeho řeč byla až na slova Edo, Japonsko a Nagasaki nesrozumitelná. Na papíře maloval řadu značek, ke kterým ukazoval a vyslovoval slova „Roma“, „Nanban“, „Rokuson“, „Kasuteira“, „Kirishitan“. Když vyslovil slovo „Roma“, ukázal prstem na sebe. Tento incident byl nahlášen úředníkům v Nagasaki....Úřady se dotázaly [rezidentních cizinců]... kteří sdělili, že „kirishitan“ [křesťan] je název určitého kacířského kultu [jakyó], ale dále nemohli poskytnout žádné informace... Ke konci roku, na začátku jedenáctého lunárního měsíce, mě guvernér informoval, že cizinec bude brzy přivezen do [Eda] a že při vyšetřování případu bude zapotřebí mé pomoci. | “ |
| — Haruseki Arai, Seijó Kibun, 1713 | |   |

## Závěr života
Když Ienobu v roce 1712 zemřel, Hakuseki zůstal v šógunátním vládním aparátu i po celou dobu vlády jeho nástupce Iecugu Tokugawy. Když se však v roce 1716 dostal k moci Jošimune Tokugawa, odešel Hakuseki na odpočinek a po zbytek života se věnoval psaní.
Hakusekiho dílo čítá více než 160 knih. Napsal průkopnické studie z oblasti japonské geografie, filozofie a právních institucí a je považován za jednoho z největších japonských historiků. Mezi jeho nejznámější díla patří Tokuši joron (読史余論, Čtení o dějinách), studie o japonských dějinách od 9. do 16. století, Košitsú (古史通, Porozumění dávným dějinám), kritická studie o nejstarších listinných pramenech, a autobiografie Oritaku Šiba no ki (折りたく柴の記, Vyprávění u ohně z klestí).
Hakuseki byl pohřben v Asakuse (dnešní Tokio) v chrámu Ho-ondži (報恩寺). Jeho ostatky byly později přeneseny do Nakana (Tokio) do chrámu Kótoku-dži (高徳寺).